# Mythimna matsumuriana
Mythimna matsumuriana là một loài bướm đêm trong họ Noctuidae.